# Valea Borului
Valea Borului – wieś w Rumunii, w okręgu Prahova, w gminie Cerașu. W 2011 roku liczyła 545 mieszkańców.